# Baia di Cenderawasih
La baia di Cenderawasih nota in passato come baia di Geelvink o baia di Sarera è una grande insenatura della Nuova Guinea.

## Etimologia
Il significato del nome in lingua locale è "baia dell'uccello del paradiso".

## Geografia
Situata nella parte indonesiana dell'isola, la baia aperta a nord separa le due province di Papua e Papua Occidentale. La sua massima ampiezza è di 450 km e la massima profondità è di 1.627 m. All'interno sono presenti diverse isole, tra le quali Yapen e le Isole Schouten e una piccola penisola lungo le coste sud-occidentali. I principali centri che si affacciano su di essa sono Nabire, nella parte più meridionale e Manokwari, nel lato occidentale dove è presente anche l'omonima area protetta di 1,5 milioni di ettari, il più grande parco naturale dell'Asia sud-orientale.

## Biologia
La baia è di interesse biologico notevole per la presenza durante tutto l'anno dello squalo balena. L'isolamento geologico dagli oceani verificatosi in più riprese ha generato un ecosistema unico al mondo, con una grande quantità di forme endemiche.